# コカ・コーラHBC
コカ・コーラHBC（独: Coca-Cola HBC AG）は、ヨーロッパを中心に、コカ・コーラを含む清涼飲料水のボトリング事業を行う多国籍企業。スイス・ツーク州のSteinhausenに本拠を置く。ロンドン証券取引所およびアテネ証券取引所に上場している（LSE: CCH）。ザ コカ・コーラ カンパニーが株式の21％を保有する。
2025年時点での事業地域は、スイス、オーストリア、イタリア、アイルランド、北アイルランド、チェコ、スロバキア、ハンガリー、ポーランド、エストニア、ラトビア、リトアニア、スロベニア、クロアチア、ボスニア・ヘルツェゴビナ、セルビア、モンテネグロ、北マケドニア、ルーマニア、ブルガリア、ギリシャ、キプロス、モルドバ、ウクライナ、ベラルーシ、ロシア、アルメニア、エジプト、ナイジェリア。

## 沿革
コカ・コーラHBCのルーツは、ギリシャのボトリング会社のHellenic Bottling Company S.A.（ヘレニック ボトリング カンパニー）にあり、1969年の設立からザ コカ・コーラ カンパニーの清涼飲料水のボトリング事業を行っていたが、冷戦終了後、ブルガリア、アルメニア、ベラルーシなど旧東側諸国のボトリング会社の合併を進め、2000年8月、ロンドンに本部のあったボトリング会社のCoca-Cola Beverages plcと合併することでCoca-Cola Hellenic Bottling Company S.A.（コカ・コーラ ヘレニック ボトリング カンパニー）が設立され、現在の組織の基盤となった。
2001年にロシアでの運営を獲得、2002年にスイス、オーストリアなどのボトリング会社を、2006年から2008年にかけてイタリアのボトリング会社を買収した。ギリシャ経済危機が発生すると、資金調達の容易化を目的に2013年4月、現社名を正式社名とした上で、本部をスイスに移転、またロンドン証券取引所を主要上場先とした。
2022年、ロシアのウクライナ侵攻を受け、ザ コカ・コーラ カンパニーのブランドのロシアでの取扱を全面的に停止、現地ブランドにボトリング事業を限定し、ロシア事業をМултон Партнерсに改名した。
売上としてはコカ・コーラ、ファンタなどの炭酸飲料が7割を占めるが、モンスターエナジー等ザ コカ・コーラ カンパニー以外のブランドや、ジュース、アルコール飲料などの取扱を持つ。